# بورلادينغن
بورلادينغن (بالألمانية: Burladingen) هي بلدة، مدينة وبلدة ألمانية تقع في ألمانيا في بادن-فورتمبيرغ. يقدر عدد سكانها بـ 12,876 نسمة .

## المدن التوأمة
مدن أوريم وLe Plessis-Trévise هي مدن توأمة لـبورلادينغن.